# Shangdynastin
Shangdynastin (商朝; Shāngcháo), eller Yindynastin, var en antik kinesisk bronsåldersdynasti som existerade från första halvan av 1500-talet f.Kr. till 1045/46 f.Kr. Riket var beläget i mellersta delen av östra Kina och styrdes av kungar från stammen Shang, med ett mytologiskt ursprung. Dynastin grundades efter att Cheng Tang störtat den föregående Xiadynastin. Dynastin präglades av många krig och oroligheter, men även av stora tekniska framsteg, inte minst inom bronsgjutning som upplevde en guldålder under Shangdynastin. Den långlivade dynastin föll slutligen efter slaget vid Muye då huset Zhou tog makten och bildade Zhoudynastin. Shangdynastin är den äldsta kinesiska dynastin med samtida skriftliga källor.

## Historia

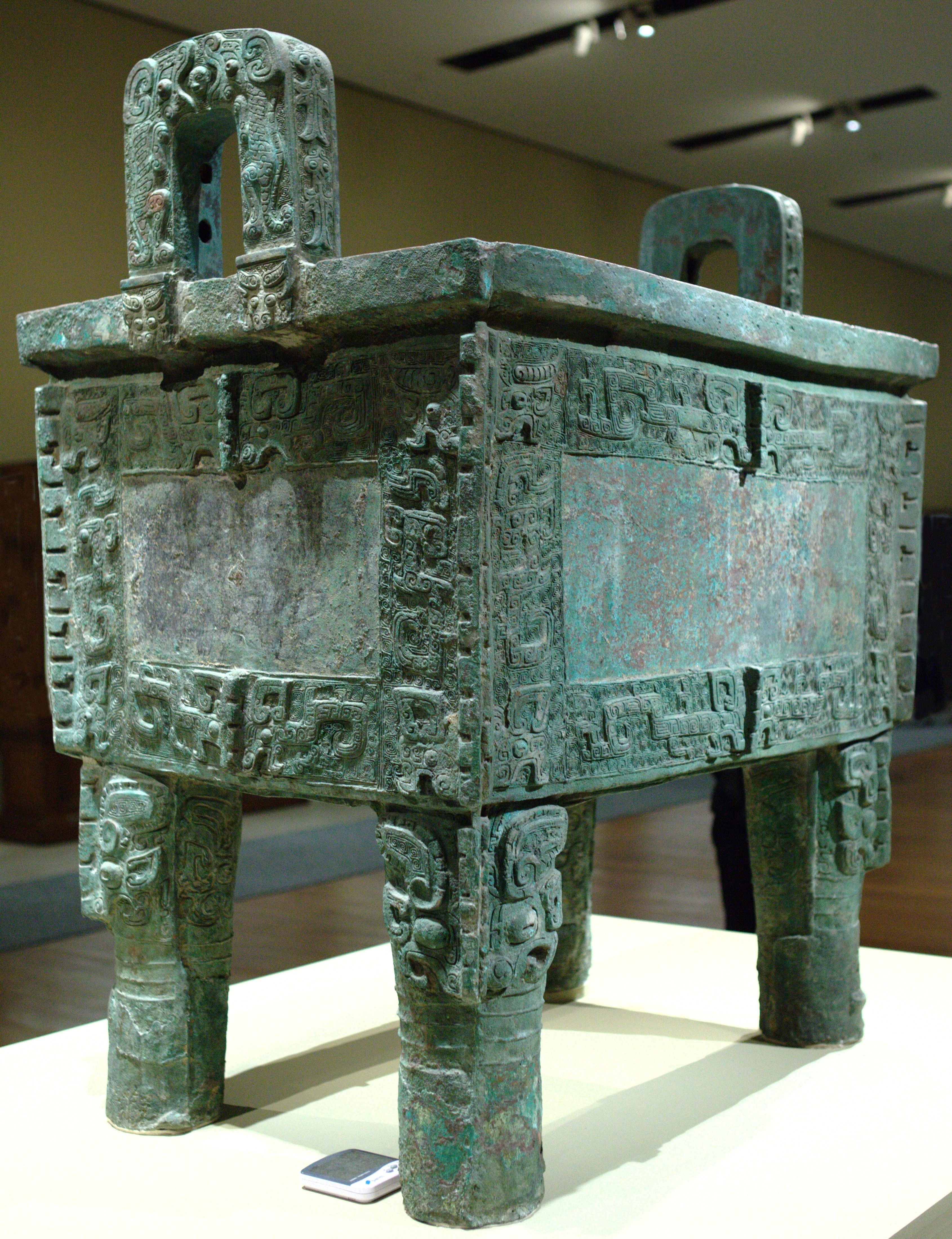
Houmuwukärlet från tiden för kung Wen Wu Ding (r. 1112–1102 f.Kr.) Upphittat i Anyang och utställd på Kinas nationalmuseum i Peking.

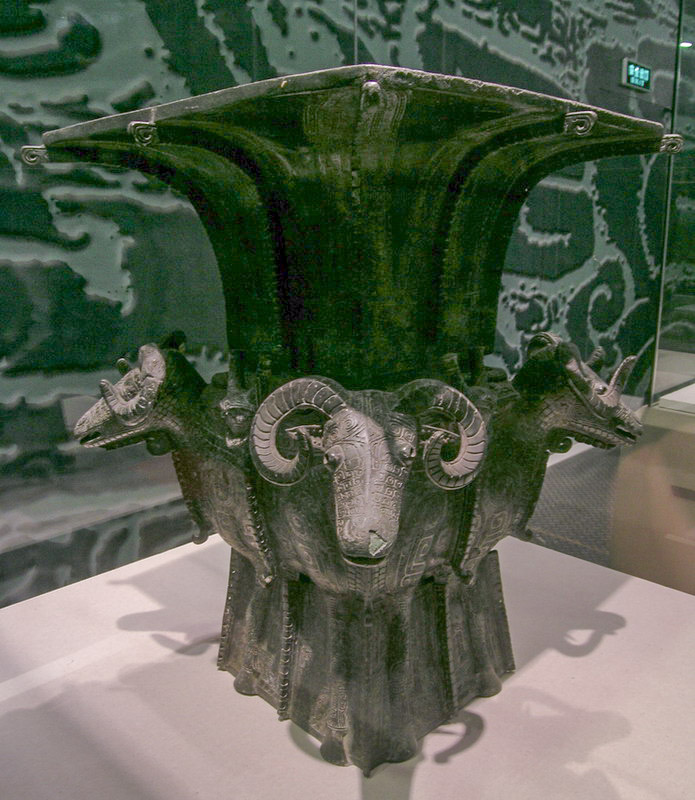
Fyra baggars quadripod (四羊铜尊) från sen Shangdynasti upphittad i Ningxiang i Hunan. Utställd på Kinas nationalmuseum i Peking.

### Kronologi
Stammen Shang har sin mytologiska början från kejsarinnan Jiandi som blev gravid efter att ha svalt ett ägg från en mörk svala och fött Xie, som var förfader till Shangdynastins kungar.
Shangfamiljen hade en lång tradition kring Gula floden och stammen växte sig starkare i takt med att Xiadynastin försvagades. Runt år 1600 f.Kr. störtade Shangfamiljens ledare Cheng Tang den då regerande kung Jie av Xia under slaget vid Mingtiao. Kung Jie beskrivs enligt klassisk kinesisk tradition som en tyrann av den efterföljande dynastin för att legitimera maktövertagandet.
Tiden under den långa Shangdynastin präglades av ständiga konflikter, krig och allianser med grannfolk såsom lättrörliga nomader från norr och väst.
Shangdynastins guldålder var under tiden för kung Wu Ding (r. 1250–1192 f.Kr.). Wu Ding bedrev många militära kampanjer mot de omgivande stammarna såsom Tufang (土方) och Guifang (鬼方) vilket resulterade i territoriella erövringar. Efter Wu Ding följde flera kungar som prioriterade nöje före stadsaffärer, vilket gjorde att kungamakten blev alltmer isolerad och tidigare underlydande grupper blev självständiga och aggressiva.
Även Shangdynastins sista kung framställdes av efterkommande dynasti som oerhört grym. Kung Di Xin påstods ägna slutet av sin regeringstid till nöjen, dyra byggnadsprojekt i kombination med att han instiftade hårda och omänskliga straff. Ämbetsmän, och till och med släktingar avrättades. För att finansiera sina utsvävningar höjdes skatter så att folket utarmades. Den allt starkare familjen Zhou i nordöstra delen av landet hade med tiden vuxit sig starka, och 1046 f.Kr. under slaget vid Muye besegrades Shangdynastins styrkor och kung Di Xin begick självmord, varefter  Zhoudynastin etablerades.

### Datering
Kronologiprojektet Xia–Shang–Zhou som presenterades år 2000 daterade Shangdynastins etablering till år ca 1600 f.Kr. Äldre dateringar, till stora delat baserade på rådata från Bambuannalerna, har daterat startåret till 1559 f.Kr. Forskning delvis baserad på datering av astronomiska händelser  ger en etablering av Shangdynastin ungefär 1554/1555 f.Kr. Dateringen är delvis baserad på det himmelsfenomen som inträffade i december 1576 f.Kr när Jupiter, Venus, Merkurius, Mars och Saturnus var i konjunktion Planetansamlingen finns beskriven i de historiska krönikorna. Kronologiprojektet Xia–Shang–Zhou, med stöd av David W. Pankenier, daterar Shangdynastins slut till 1046 f.Kr. medan David S. Nivison med stöd av Edward L. Shaughnessy daterar avslutet till år 1045 f.Kr. Äldre dateringar har föreslagit 1050 f.Kr.
Huvudsakligen baserat på de arkeologiska utgrävningsplatserna och deras fynd delas Shangdynastin upp i Tidiga Shangdynastin och Senare Shangdynastin. Ibland hänvisas även till perioden Mellersta Shangdynastin. Tidiga Shangdynastin sammanhänger med fynden kring Erlitoukulturen. Mellersta Shangdynastin avser fynd från Erligangkulturen, och huvudsakligen från Zhengzhou Shangstad. Epoken Senare Shangdynastin inleds runt 1300 f.Kr. och avser artefakter från Yinxu.

### Teknisk utveckling
Shangdynastin hade ett utvecklat jordbrukssamhälle som var starkt beroende av vädret. Hirs och vete var viktiga grödor, och konsten att odla ris var känd, men skulle få sin storhetstid senare i den kinesiska historien. Uppfödningen av hästar, kor, får, grisar och hundar etablerades och man ägnades sig också åt jakt.
Runt 1 000 f.Kr bestod valuta av bronsstycken i form av knivar och spadar. Mellan cirka 700-500 f.kr började mynt att introduceras i Kina, Indien och östra Medelhavsområdet.
Bronsgjutning utvecklades inom Erligangkulturen och mot slutet av Shangdynastin var bronsgjutningen på en mycket hög nivå med kända exempel som Fyra baggars quadripod och Houmuwukärlet. Järnet var upptäckt men bearbetningen av det inte särskilt utvecklad. Keramiken, som var föregångare till porslinet, förfinades under perioden. I Henan, Hubei och kring Yangtzefloden tillverkades primitivt blått porslin. Kläder vävdes av linne och silke och framsteg gjordes inom mekanik och matematik, vilket resulterade i till exempel avancerade bevattningssystem.
Krigsteknologin utvecklades med till exempel skarpa bronssvärd, hillebard och effektivare pilbågar. Under slutet av perioden användes tvåhjuliga stridsvagnar i krigen och Shangdynastin kommenderade styrkor på fler än 5 000 soldater.

## Geografi

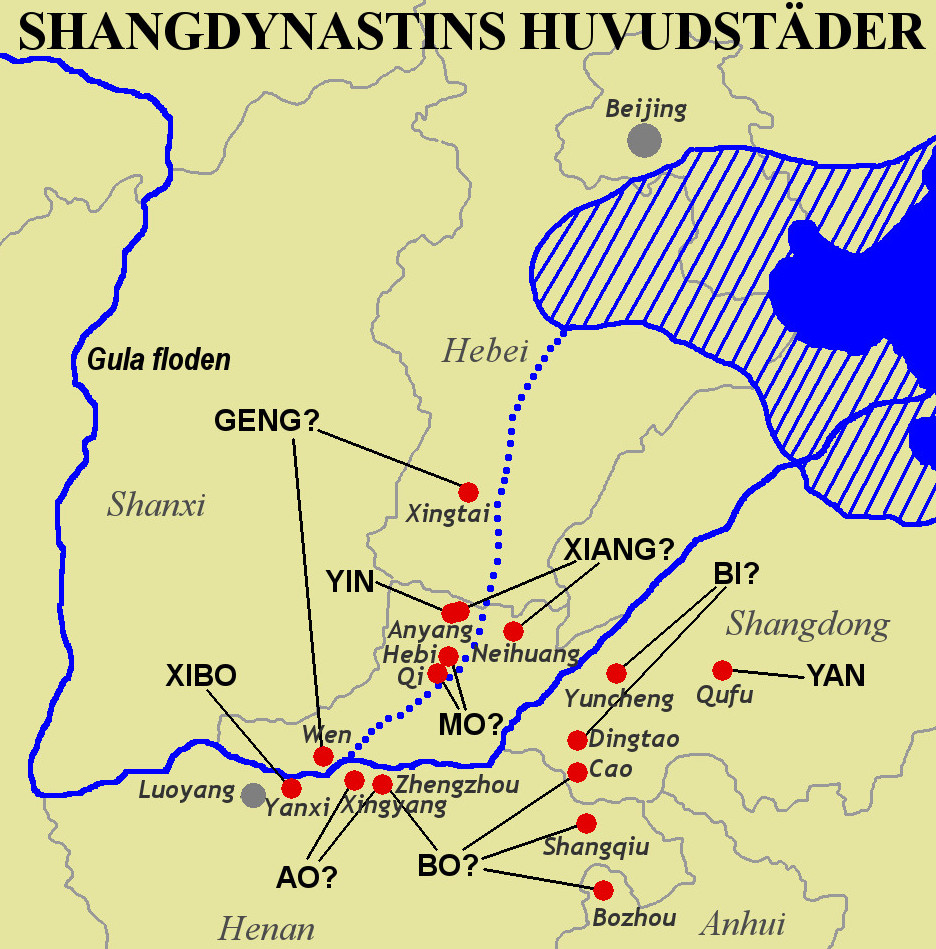
Karta över den kinesiska Shangdynastins huvudstäder. Den punktmarkerade linjen är Gula flodens lopp under Shangdynastin. Det streckade området uppe till höger är vattenlinjen vid den aktuella tiden.

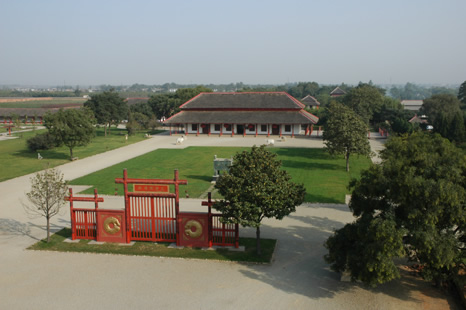
Utgrävningsplatsen vid Yin, ruinerna av Shangdynstins sista huvudstad, nära dagens Anyang.

Shangdynastin hade sitt säte i de bördiga områdena på Lössplatån kring Gula flodens mellersta lopp. Kärnlandet var dagens Henan och västra Shandong Under 1400-talet f.Kr. expanderades riket till att innefatta även området kring och förbi Yangtzeflodens dalområde, och området kring Weifloden i Shaanxi.
Området som kontrollerades av Shangdynastin var större än det tidigare Xia-riket.
Shangdynastin flyttade sin huvudstad många gånger, ofta på grund av naturkatastrofer. Kung Cheng Tang etablerade två städer i samband med att dynastin bildades: Bo och Västra Bo vid Gula flodens södra strand i dagens Henan. Huvudstaden skulle därefter komma att flyttas flera gånger fram till att kung Pan Geng omkring år 1300 f.Kr. etablerade Yin (vid dagens Anyang). Från Yin styrdes sedan Shangdynastin i ungefär 250 år.
Traditionen att ofta byta huvudstad har funnits länge i Shang-kungarnas familj. Under de 13 generationer som förflöt från att Shangdynastins mytologiska förfader Xie grundade stammen Shang, fram till att Shangdynastin grundades hade huvudstaden redan bytts åtta gånger.

## Religion
Shangdynastins regenter såg sig själva som mycket beroende av högre makter, och kungarna byggde sin status delvis på sitt förbund med gudar och förfäder. De utövade en kombination av förfädersdyrkan och schamanism med många offergåvor till de högre makterna, något som var en vidareutveckling från religionsutövandet under Xiadynastin. De himmelska förfäderna kunde själva påverka sina levande släktingar samtidigt som de utgjorde en viktig länk till högre gudar. Det fanns naturgudar såsom flodkrafter, bergskrafter och solen. Mytologiska och verkliga förfäder hade också gudsstatus. Över samtliga dessa gudar härskade den högste  guden Di (帝).
Statusen för de olika förfäderna varierade, och de grupperades i kluster när de tillbads. Den raka släktlinjen var betydelsefull, och en förfader på den obrutna släktlinjen hade högre status än en kung vars efterträdare inte var hans son. Exempel på förfäderskluster är 大示 (’Större förfäder’), 元示 (’Primära förfäder’) och 上示 (’Överordnade förfäder’). Gruppen Större förfäder inkluderar Shang Jia och de fem första regenterna i den raka släktlinjen, det vill säga Da Yi, Da Ding, Da Jia, Da Geng och Da Wu, och dessa dyrkades mest av alla förfäder.
Människooffer blev mycket vanliga under Shangdynastin, och kungarna och de högre ämbetsmännen hade ofta människooffer i sina gravar.

## Orakelbensskrift

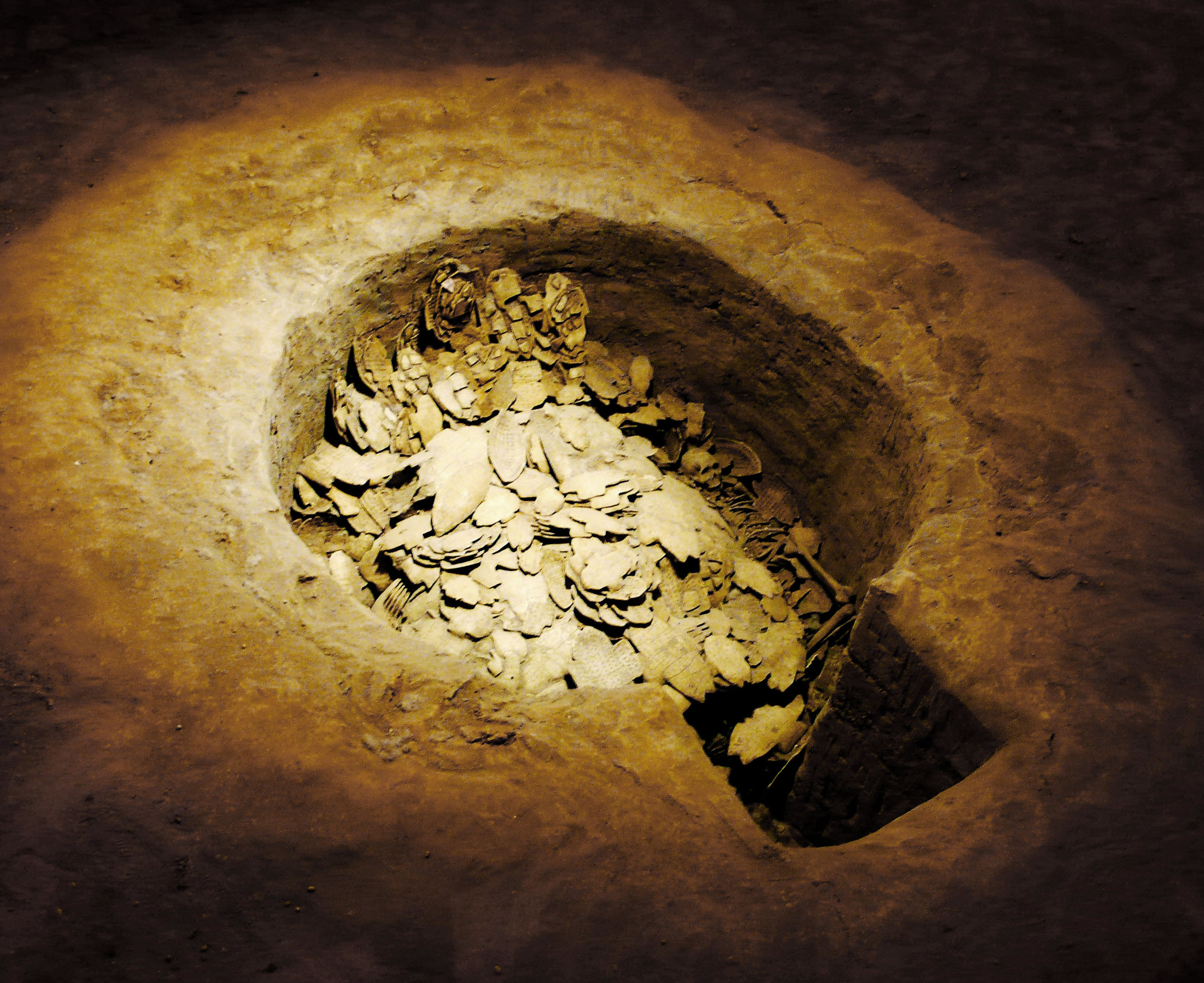
Orakelben hittade i Yin.

Orakelben från kung Wu Dings regeringstid (r. 1250 f.Kr.–1192 f.Kr.)

Orakelbensskriften var Shangdynastins arkiv av kungliga spådomar. På djurben och sköldpaddsskal inristades frågor, vilka sedan besvarades av spåmän baserat på den sprickbildning som uppstod efter att orakelbenen upphettats. Texterna på orakelbenen ger detaljerad information om hur Shangdynastins kungar uppfattade och hanterade sin verklighet. Orakelbensskriften representerar det äldsta kända kinesiska skriftspråket och är en del i ursprunget till kinesisk kalligrafi. De första skrifterna på orakelben hittades 1899 i Peking, och spårades senare till Shangdynastins sista huvudstad Yin i Anyang, där en mycket stor mängd orakelben har grävts fram.
På grund av Shangdynastins starka förfädersdyrkan finns de äldre regenterna detaljerat dokumenterade i orakelbensskriften i samband med frågor och spådomar som ställdes till förfäderna. Orakelbensskriften bekräftar till stor del de regentlängder som finns nertecknade i de betydligt senare verken Shiji och Bambuannalerna.

## Källmaterial

### Arkeologiska fyndplatser
Det finns en stor mängd arkeologiska fyndplatser från Shangdynastin. Utgrävningarna vid Zhengzhou Shangstad, Yanshi Shangstad, Huanbei och Yinxu utmärker sig genom att vara identifierade som forna huvudstäder till dynastin. Speciellt viktig är Yinxu där den dominerande delen av  de arkeologiska fynden från epoken har hittats. Även Sanxingdui är en utmärkande fyndplats, men det råder delade meningar om Sanxingduikulturen var en del av Shangdynastin.

### Historiska källor
Det är bara Orakelbensskrifterna som är ett samtida skriftligt källmaterial från dynastin, och de beskriver mycket av dynastins sista kungars politiska vardag. Dokumentens bok är huvudsakligen skriven under den efterföljande Zhoudynastin (1046 f.Kr.–256 f.Kr.), och är en samling tal och konversioner av regenter såsom kung Da Jia och Pan Geng. Bambuannalerna sammanställdes under epoken De stridande staterna (400-talet f.Kr. till 221 f.Kr.) och är en kronologisk historiebeskrivning som går genom regentlängden och de huvudsakliga händelserna. Även Shiji är en kronologisk historiebeskrivning som likt Bambuannalerna ger en kortfattad beskrivning av de respektive regenterna. Shiji skrevs under Handynastin ca 100 f.Kr.

## Sanxingdui

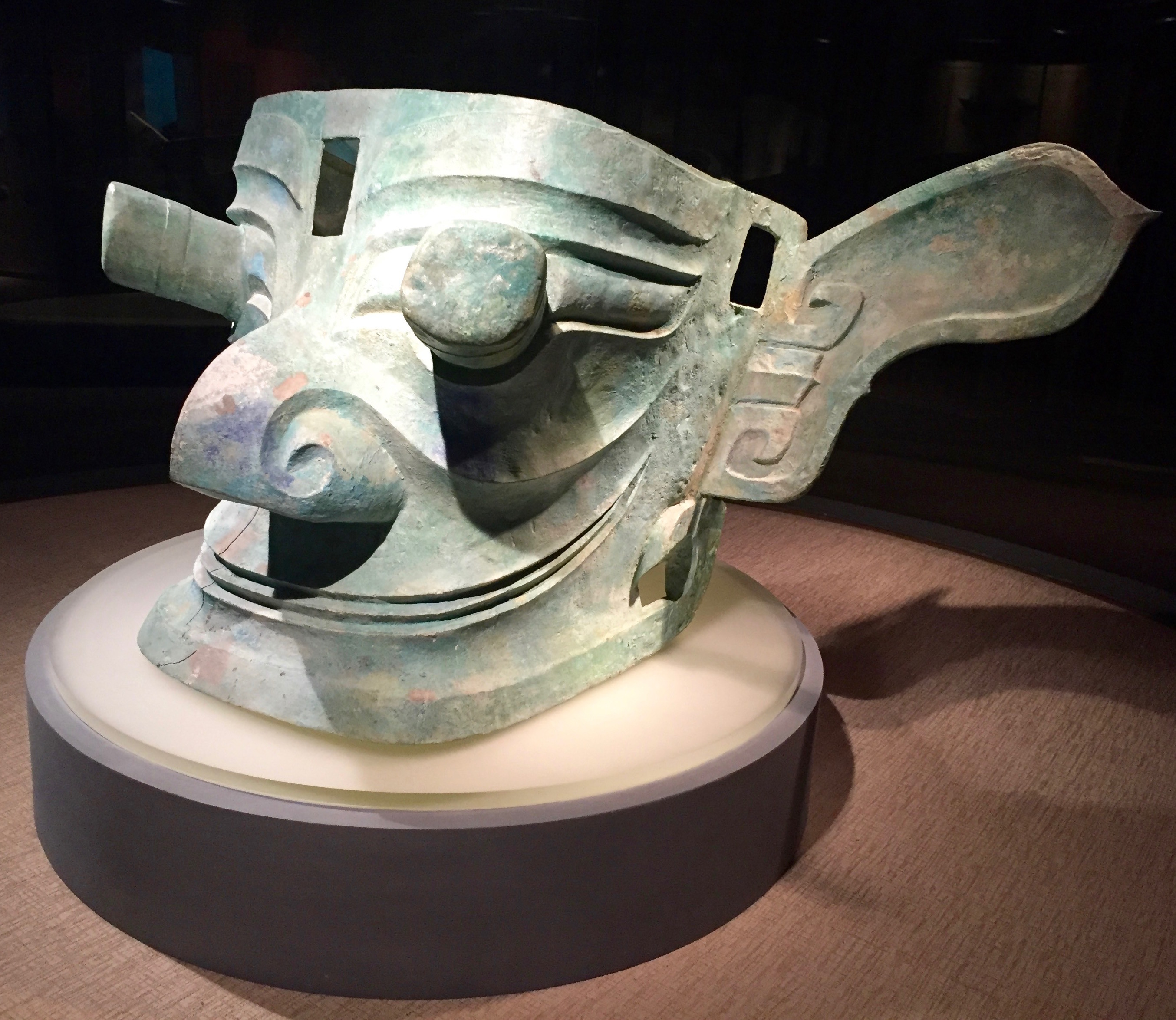
Bronsmask från Sanxingdui. Den näst största mask som hittats. (138 cm bred).

I Sichuanprovinsen kring de övre delarna av Yangtzefloden existerade bronsålderscivilisationen Sanxingdui (ca  2800 f.Kr.–1200 f.Kr.) som ibland beskrivs inom ramen av den delvis samtida Shangdynastin. Sanxingduicivilisationen är mest känd för de uppseendeväckande fynden 1986 av en stor mängd bronsmasker med ett mycket karakteristiskt utseende. Dock visar senare forskning att Sanxingduikulturen sannolikt levde och utvecklades oberoende av Shangdynastin. Kinesiska arkeologer har på senare år börjat tala om att det finns "flera innovationscentra från vilka tillsammans den kinesiska civilisationen är nedärvd."

## Lista över regenter
Se även Lista över Kinas kejsare
De huvudsakliga källorna för Shangdynastins regentlängd är Orakelbensskrifterna, Shiji och Bambuannalerna, och det finns skillnader i källorna var det gäller regentordning och tempelnamn.
Det finns ingen entydig fastställd kronologi över Xiadynastins regenter.  Historikern Liu Xin (50 f.Kr.–23 e.Kr.) skapade en kronologi på regentlängden från 1766 till 1122 f.Kr. Enligt Bambuannalernas rådata sträcker sig Shangdynasins regentlängd från 1556 till 1046 f.Kr.
Det av den kinesiska staten initierade Kronologiprojektet Xia–Shang–Zhou som publicerades år 2000 presenterar ingen detaljera regentlängd, men placerar Shangdynastin från cirka 1600 f.Kr. till 1046 f.Kr. Historikern David S. Nivison och professor David W. Pankenier daterar Shangdynastin 1554 till 1046 f.Kr.
| Postumt tempelnamn enl.orakelbensskriften | Alternativt tempelnamn enl. Shiji    | Alternativt tempelnamn enl. Bambuannalerna | Regeringstid enl. Kronologiprojektet Xia–Shang–Zhou | Regeringstid enl. David S. Nivison | Regeringstid enl. Edward L. Shaughnessy |
| ----------------------------------------- | ------------------------------------ | ------------------------------------------ | --------------------------------------------------- | ---------------------------------- | --------------------------------------- |
| Da Yi, 大乙                               | Cheng Tang, 成湯 (Tian Yi, 天乙)     | Cheng Tang, 成湯                           | ca 1600 f.Kr.–                                      | 1572-1542 f.Kr.                    |                                         |
| Da Ding, 大丁                             | (Tai Ding, 太丁) avled som kronprins |                                            |                                                     |                                    |                                         |
| Bu Bing,卜丙 listas efter Da Jia          | Wai Bing, 外丙                       | Wai Bing, 外丙                             |                                                     | 1541–1540 f.Kr.                    |                                         |
|                                           | Zhong Ren, 中壬                      | Zhong Ren, 仲壬                            |                                                     | 1539–1536 f.Kr.                    |                                         |
| Da Jia, 大甲 listas före Bu Bing          | Tai Jia, 太甲                        | Tai Jia, 太甲                              |                                                     | 1539–1528 f.Kr.                    |                                         |
|                                           | Wo Ding, 沃丁                        | Wo Ding, 沃丁                              |                                                     | 1524–1506 f.Kr.                    |                                         |
| Da Geng, 大庚                             | Tai Geng, 太庚                       | Xiao Geng, 小庚                            |                                                     | 1502–1498 f.Kr.                    |                                         |
| Xiao Jia, 小甲                            |                                      |                                            |                                                     | 1494–1478 f.Kr.                    |                                         |
| Lü Ji, 呂己 listas efter Da Wu            | Yong Ji, 雍己                        |                                            |                                                     | 1412–1401 f.Kr.                    |                                         |
| Da Wu, 大戊 listas före Lü Ji             | Tai Wu, 太戊                         | Tai Wu, 太戊                               |                                                     | 1474–1415 f.Kr.                    |                                         |
| Zhong Ding, 中丁                          |                                      | Zhong Ding, 仲丁                           |                                                     | 1397–1389 f.Kr.                    |                                         |
| Bu Ren,卜壬                               | Wai Ren, 外壬                        | Wai Ren, 外壬                              |                                                     | 1387–1378 f.Kr.                    |                                         |
| Jian Jia, 戔甲                            | He Dan Jia, 河亶甲                   | He Dan Jia, 河亶甲                         |                                                     | 1374–1366 f.Kr.                    |                                         |
| Zu Yi, 祖乙                               |                                      |                                            |                                                     | 1363–1345 f.Kr.                    |                                         |
| Zu Xin, 祖辛                              |                                      |                                            |                                                     | 1341–1328 f.Kr.                    |                                         |
| Qiang Jia, 羌甲                           | Wo Jia, 沃甲                         | Kai Jia, 開甲                              |                                                     | 1324–1320 f.Kr.                    |                                         |
| Zu Ding, 祖丁                             |                                      |                                            |                                                     | 1316–1308 f.Kr.                    |                                         |
| Nan Geng, 南庚                            |                                      |                                            |                                                     | 1304–1299 f.Kr.                    |                                         |
| Yang Jia, 陽甲                            |                                      |                                            | –ca 1300 f.Kr                                       | 1296–1293 f.Kr.                    |                                         |
| Pan Geng, 盤庚                            |                                      |                                            | ca 1300 f.Kr.–                                      | 1292–1269 f.Kr.                    |                                         |
| Xiao Xin, 小辛                            |                                      |                                            |                                                     | 1266–1264 f.Kr.                    |                                         |
| Xiao Yi, 小乙                             |                                      |                                            | –1251 f.Kr.                                         | 1260–1251 f.Kr.                    |                                         |
| Wu Ding, 武丁                             |                                      |                                            | 1250–1192 f.Kr.                                     | 1247–1189 f.Kr.                    | –1189 f.Kr                              |
| Zu Geng, 祖庚                             |                                      |                                            | 1191 f.Kr.–                                         | 1185 f.Kr.                         | 1188–1178 f.Kr                          |
| Zu Jia, 祖甲                              |                                      |                                            |                                                     | 1175–1156 f.Kr.                    | 1177–1158 f.Kr                          |
| Lin Xin, 廩辛                             |                                      | Feng Xin, 馮辛                             |                                                     | 1175–1172 f.Kr.                    | 1157–1149 f.Kr                          |
| Kang Ding, 康丁                           | Geng Ding, 庚丁                      | Geng Ding, 庚丁                            | –1148 f.Kr.                                         | 1153–1146 f.Kr                     | 1148–1132 f.Kr                          |
| Wu Yi, 武乙                               |                                      |                                            | 1147–1113 f.Kr.                                     | 1143–1109 f.Kr                     | 1131–1117 f.Kr                          |
| Wen Wu Ding, 文武丁                       | Tai Ding 太丁                        | Wen Ding, 文丁                             | 1112–1102 f.Kr.                                     | 1118–1106 f.Kr                     | 1116–1106 f.Kr                          |
| Di Yi, 帝乙                               |                                      |                                            | 1101–1076 f.Kr.                                     | 1115–1087 f.Kr                     | 1105–1087 f.Kr                          |
| Di Xin, 帝辛                              |                                      |                                            | 1075–1046 f.Kr.                                     | 1086–1041 f.Kr                     | 1086–1045 f.Kr                          |